# Seraphim
Seraphim (六翼天使) es un grupo proveniente de Taiwán, formado en la ciudad de Taipéi en el año 2001. En la actualidad es una de las bandas con mayor éxito de Taiwán, junto con Chthonic, tanto en Asia como en Europa.

## Historia
El grupo se forma en Taipéi, Taiwán a principios del año 2001. El 7 de febrero del 2001, fue grabada la primera canción de Seraphim, titulada "Love Hate", siendo entonces cuando empiezan las grabaciones para el demo. Pocos meses después, en abril, Seraphim firma contrato con la compañía Magnum Music Taiwan y empiezan las grabaciones del primer disco, titulado "The Soul That Never Dies", cuya producción estuvo a cargo de Fredrik Nordstorm, en Studio Fredman, Suecia, y la masterización estuvo a cargo de Mikko Karmila y Mika Jussila en Finnvox Studios en Finlandia.
Posteriormente, tras unos meses de grabación y producción del álbum, se estrena en Taiwán, el cual al igual que sus sucesores tiene dos ediciones diferentes: una en chino y otra en inglés. 
Durante el tiempo que siguió al estreno del álbum, Seraphim participó en festivales y en giras, para posteriormente, el 12 de febrero del 2002, empezar con las grabaciones del segundo álbum, "The Equal Spirit". Poco después, en marzo, se estrena "The Soul That Never Dies" en Europa bajo el sello Arise Records.
En abril, Kessier, guitarrista líder de la banda participa con "Source Of Troubles
For Yong Beauties" en "Guitars That Rule The World 2" y a principios de mayo, "The Equal Spirit" termina de ser grabado. A finales del mismo mes, la versión en inglés de "The Soul That Never Dies" es estrenada en Taiwán. Para el segundo álbum, la producción y masterización, se vuelven a realizar en Studio Fredman y Finnvox Studios respectivamente entre los meses de julio y agosto para ser estrenado en Taiwán a comienzos de septiembre. Después de unos conciertos de promoción del nuevo álbum, el segundo guitarrista, Dan, abandona el grupo para ser reemplazado por Lucas Huang en diciembre.
Posteriormente, a principios de 2003, es estrenada la edición en inglés de "The Equal Spirit" en Taiwán y la versión en chino es estrenada a finales de enero en Europa. Entre febrero y marzo, Seraphim vuelve a presentar conciertos de promoción para "The Equal Spirit", para a finales de marzo empezar a escribir las canciones y grabar demos para el siguiente álbum "Ai". En mayo, Seraphim junto con 21 bandas más, contribuyen en la grabación del sencillo "Exist".
En julio, Seraphim comienza una nueva gira en Taiwán. Las grabaciones de "Ai" son finalizadas en octubre, cuya portada fue diseñada por Mattias Noren. 
En febrero del 2004, la edición en chino de "Ai" es estrenada en Taiwán, y en marzo, Quinn Weng se integra a Seraphim como cantante. Durante los meses siguientes, Seraphim es invitado a participar en festivales y giras alrededor de Europa y Asia y en junio del mismo año "Ai" es estrenado en Europa por Metal Frontier / King Records y en julio es estrenado en Europa, una vez más bajo el sello Arise Records.
A principios del 2005, Seraphim da las primeras noticias sobre su primer DVD en vivo para la revista Oblivion Magazine de Alemania. Más tarde, en junio, Van Shaw se une a Seraphim como nuevo baterista.
A principios de 2006, Seraphim actúa en algunos conciertos junto con Edguy y en abril se dan a conocer las letras de la siguiente producción de Seraphim, "Rising". Poco después Seraphim participa en un proyecto junto con Beto Vázquez. En agosto, los diseños de "Rising" son terminados.
En noviembre, el proyecto de Seraphim junto con Beto Vázquez, llamado "Flying towards the new horizon", se estrena.
El nuevo disco, "Rising", se espera apra comienzos del 2007, con positivas especulaciones por parte de los fanáticos del Heavy Metal.

## Miembros
- Quinn Weng - Vocales
- Kessier Hsu - Guitarras
- Van Shaw - Batería
- Marso Liu - Bajo
- Thiago Trinsi - Guitarras

### Exmiembros
- Pay Lee - Vocales
- Jax Yeh - Bajo, Vocales
- Lucas Huang - Guitarra
- "Evil Dan" Chang - Guitarra
- Simon Lin - batería

## Discografía
- The Soul That Never Dies (不死魂) -2001
- The Equal Spirit (平等精靈) - 2003
- Ai (愛) - 2004
- Rising (日出東方) - 2007